# 青龙乡 (西充县)
青龙乡，是中华人民共和国四川省南充市西充县曾经下辖的一个乡。2019年10月，撤销西碾乡和青龙乡，将其所属行政区域划归义兴镇管辖。

## 行政区划
青龙乡撤销前下辖以下地区：
蚕华山村、雷公垭村、阳家垭村、元山坪村、石佛寺村、华雀寺村、庙子嘴村、皂角垭村、南垭庙村和老祠堂村。